# Léon Berchem
Léon Nicolas Berchem (Dudelange, 17 april 1897 – Limpertsberg, 13 september 1961) was een Luxemburgs accountant en auteur en dichter. Hij wordt vermeld als Léon Berchem en Leo Berchem.

## Leven en werk
Léon Berchem was een zoon van brigadier Pierre Berchem en Josephine Schummers. Doordat vader Berchem in verschillende plaatsen werd gestationeerd woonde het gezin in de loop van de jaren in Rodange, Mersch, Grosbous en vanaf 1914 of 1915 in Eich. Vanuit Eich ging Léon Berchem aan het werk op het kantoor van het staalconcern ARBED, in het nabij gelegen Dommeldange. Hij raakte betrokken bij theatergroep Orphéide in Eich, hij acteerde, regisseerde en schreef als 18-jarige zijn eerste toneelstuk. Thema's voor zijn stukken en gedichten haalde hij uit Luxemburgse legendes, die hij had leren kennen doordat hij op verschillende plekken in het groothertogdom had gewoond. Samen met onderwijzer Michel Molitor verzamelde hij verhalen uit de Luxemburgse folklore, die zij daarna bewerkten en publiceerden. In 1929 verscheen Heimatsagen, gevolgd door een tweede bundel in 1932. De kaft van de eerste uitgave werd geïllustreerd door Antoine Jans, met wiens dochter Marthe hij in 1921 was getrouwd. Berchem was secretaris van het comité dat zich inzette voor een monument ter herinnering aan Michel Rodange, bekend om zijn Luxemburgse bewerking van Reinaert de vos. Hij maakte zich ook sterk voor vieringen rond de dichters Spoo en Goergen. Een aantal van zijn eigen gedichten werd op muziek gezet. In 1932 werd Berchem benoemd tot ridder in de Orde van Verdienste van het Groothertogdom Luxemburg.
Van 1932 tot 1933 was Berchem theatercriticus voor de Obermosel-Zeitung en het Stadstheater in Luxemburg-Stad. Hij schreef ook over regionale historische kwesties en publiceerde oorlogsverslagen in Ons Jongen (1945-1948). In 1950 stelde hij een monografie over zijn schoonvader samen, waaraan werd meegewerkt door onder anderen burgemeester Émile Hamilius, Lucien Koenig, bisschop Léon Lommel, Victor Molitor, minister Pierre Frieden en de kunstenaars Michel Stoffel en Auguste Trémont.
Léon Berchem overleed op 64-jarige leeftijd, hij werd begraven op de Cimetière Notre-Dame.

## Enkele publicaties
- De Klautjen vun Itzeg. Eng âl letzeburger Sô an drei Akten. Dummeldange, 1927.
- Heimatsagen. Blütenlese aus dem Luxemburger Sagen- und Legendenschatz. Luxemburg, 1929. Samen met Michel Molitor.
- Heimatsagen. Neue Auslese aus dem Luxemburger Sagen- und Legendenschatz. Grevenmacher, 1932. Samen met Michel Molitor.
- Kreuzgrundchen. Grevenmacher: Impr. Paul Faber, 1934.
- Antoine Jans : Peintre-céramiste. LVB - Der Freundeskreis, Band 2. Luxemburg: Imprimerie Saint-Paul S.A., 1950.

- Virtual International Authority File: 73145003279361301447